# La Superba (Schiff)
Die La Superba ist ein 2002 in Dienst gestelltes Fährschiff der italienischen Reederei Grandi Navi Veloci. Sie stand zuletzt auf der Strecke von Genua nach Palermo im Einsatz. Nach einem Großbrand im Januar 2023 wurde das Schiff 2024 als Totalverlust abgeschrieben.

## Geschichte
Die La Superba entstand unter der Baunummer 1220 in der Werft von Nuovi Cantieri Apunia in Marina di Carrara und lief im Juni 2001 vom Stapel. Nach seiner Ablieferung an Grandi Navi Veloci im März 2002 nahm das Schiff im selben Monat den Fährdienst von Genua nach Olbia auf.

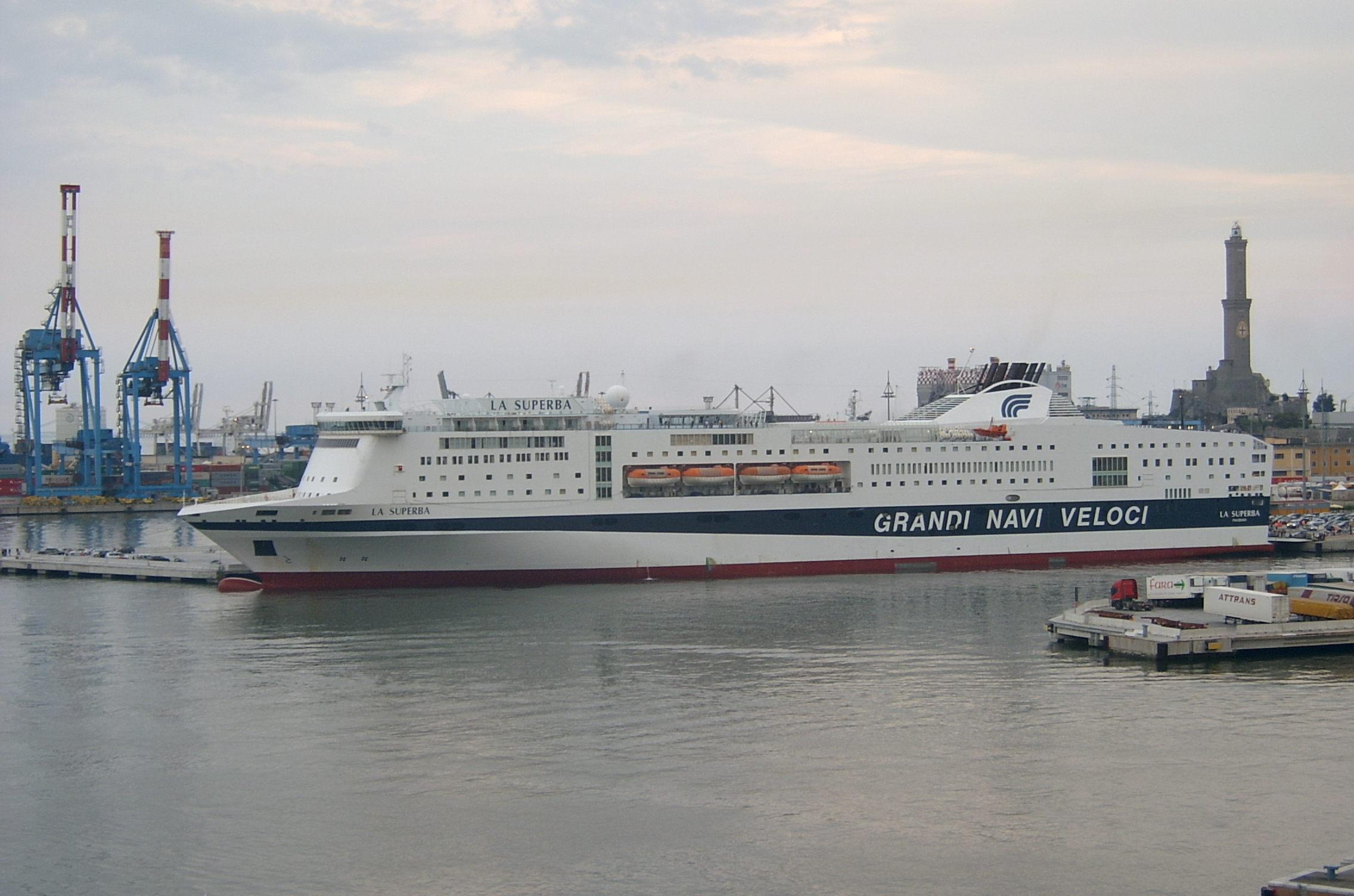
Im Hafen
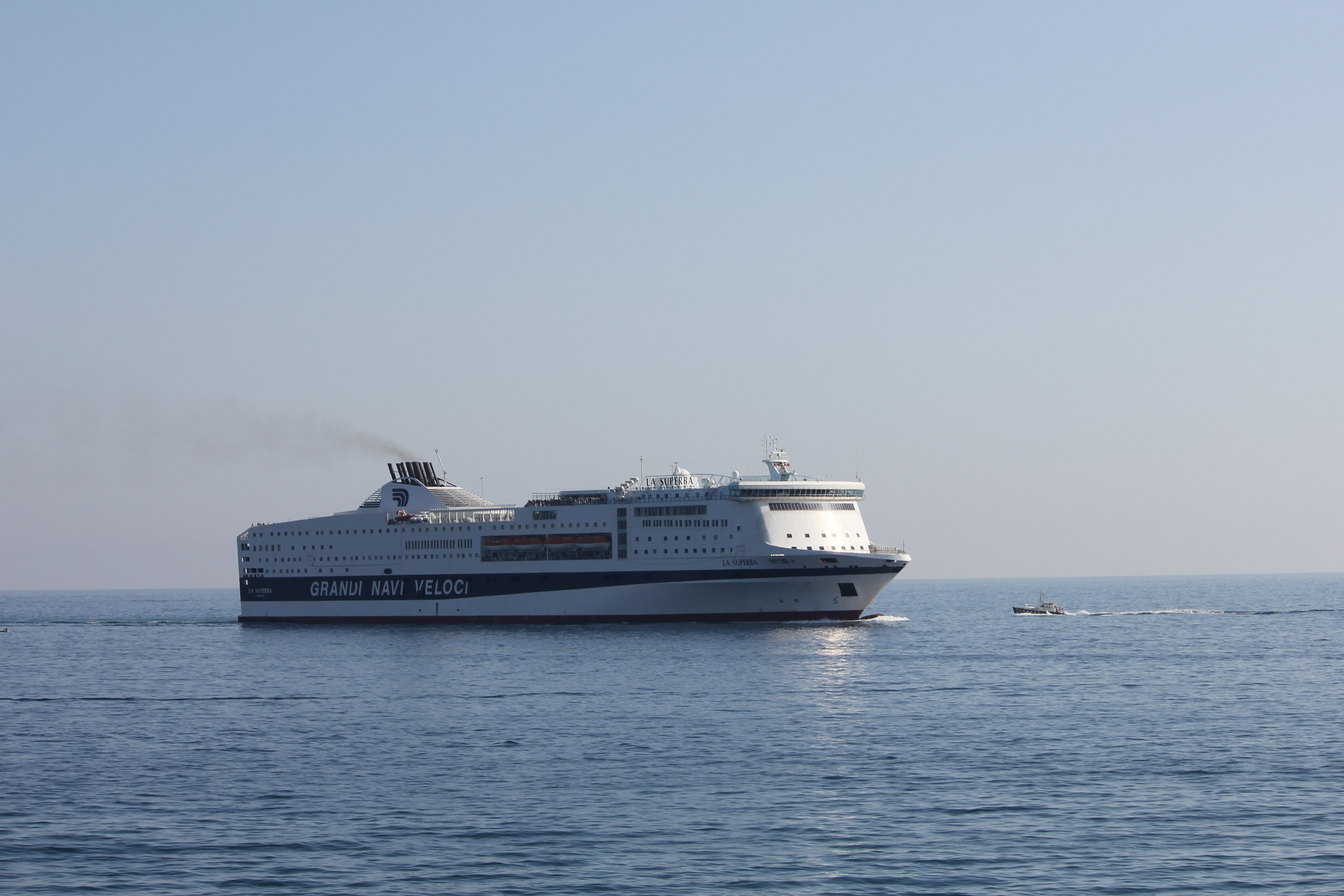
Auf See

Im Februar 2008 sollte die La Superba an die in Vietnam ansässige Vinashin Ocean Shipping Company verkauft werden, die Übergabe war für Oktober 2008 geplant. Der Verkauf kam aufgrund zu hoher Kosten jedoch nicht zustande. Die La Superba verblieb daher in der Flotte von Grandi Navi Veloci und stand die folgenden Jahren auf verschiedenen Routen im Einsatz. Zuletzt bediente sie die Strecke von Genua nach Palermo.
Das jüngere Schwesterschiff der La Superba ist die 2003 in Dienst gestellte La Suprema, die jedoch über eine geringere Vermessung verfügt.

### Brand 2023

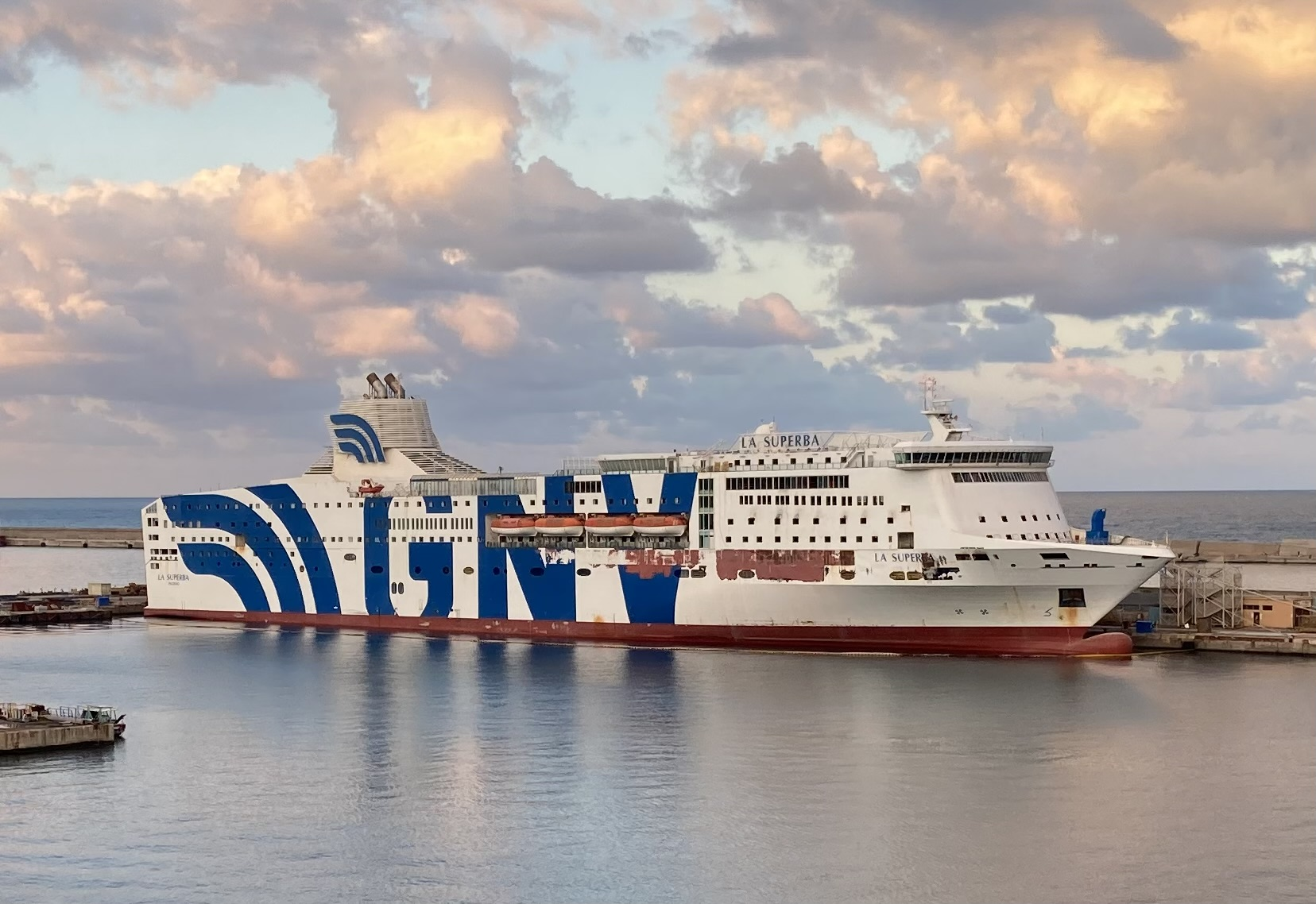
La Superba lag Ende 2024 mit Brandspuren im Hafen von Palermo

In der Nacht des 14. Januar 2023 brach gegen 22 Uhr Ortszeit auf dem Fahrzeugdeck der in Palermo liegenden La Superba ein Feuer in einem LKW aus, das sich in den darauffolgenden Stunden auf weitere Fahrzeuge ausbreitete. Alle an Bord befindlichen Personen konnten die Fähre unverletzt verlassen. Am Vormittag des 15. Januar war laut Aussagen der Feuerwehr der Brand an Bord zunächst eingedämmt, aber noch nicht vollständig gelöscht. Im weiteren Verlauf des Tages schlug der Brand jedoch auf Teile der Passagierbereiche unterhalb der Kommandobrücke über. Bis zum 17. Januar war das Feuer noch immer nicht vollständig gelöscht. Zudem entwickelte die La Superba am selben Tag Schlagseite und drohte zeitweise zu sinken, weshalb die Einsatzkräfte das Schiff vorläufig verlassen mussten. Am 18. Januar konnte der Brand zunächst gelöscht werden. Am Tag darauf wurden jedoch erneute Brandausbrüche auf dem Fahrzeugdeck gemeldet, welches aufgrund der starken Hitzeentwicklung nicht von den Einsatzkräften betreten werden konnte. Bis zum 24. Januar war der Brand schließlich endgültig gelöscht. Der Schaden an Bord beschränkt sich laut der örtlichen Feuerwehr auf den Bugbereich. Alle Fahrzeuge auf Deck vier wurden zerstört, während die auf den anderen Decks geparkten Fahrzeuge unbeschädigt blieben. Zu diesem Zeitpunkt war noch nicht bekannt, ob das Schiff repariert oder als Totalschaden abgeschrieben werden sollte.
Im Juni 2024 wurde 17 Monate nach dem Brand und gescheiterten Sanierungsplänen bekannt, dass die La Superba zum Totalverlust erklärt wurde. Im Juli 2025 wurde das Schiff nach Aliağa in der Türkei geschleppt und dort abgewrackt.